# Rillo de Gallo
Rillo de Gallo es un municipio y localidad española de la provincia de Guadalajara, en la comunidad autónoma de Castilla-La Mancha. El término municipal, ubicado en la comarca del Señorío de Molina, tiene una población de 41 habitantes (INE 2024).

## Símbolos
El escudo heráldico del municipio de Rillo de Gallo se aprueba por Decreto 138/87, de 27 de octubre, de la Comunidad de Castilla-La Mancha. Escudo medio partido y cortado. Primero, de azur el gallo de oro. Segundo, de plata el árbol, olmo de sinople. Tercero, de azur hacha de plata. Al timbre, Corona Real cerrada. 

## Geografía
Integrado en la comarca de Señorío de Molina-Alto Tajo, se sitúa a 133 km de la capital provincial. El término municipal está atravesado por la carretera N-211 entre los pK 54 y 56, así como por la carretera autonómica CM-2015 que permite la comunicación con Corduente y el Santuario de la Virgen de la Hoz. El relieve del municipio está caracterizado por las montañas del Sistema Ibérico castellano entre las que se abren los valles que forman el arroyo Saúco, el río Gallo, además de otros pequeños arroyos. El pueblo se encuentra a orillas del arroyo Viejo, a 1054 m sobre el nivel del mar. La altitud del municipio oscila entre los 1404 m de la loma de las Matillas, situada al norte, y los 1030 m a orillas del río Gallo.
Limita con los siguientes municipios: Herrería, Pardos, Torrubia, Rueda de la Sierra, Molina de Aragón y Corduente.

## Geología
En la zona donde se ubica Rillo de Gallo se encuentran importantes valores geológicos y geomorfológicos esenciales en la zona que han dado lugar a su proposición como Geosite de reconocimiento internacional. Por una parte, un «bosque fósil» del Pérmico con numerosos ejemplares en posición de vida y con rocas volcanoclásticas y lacustres de la misma edad asociadas al mismo.ç

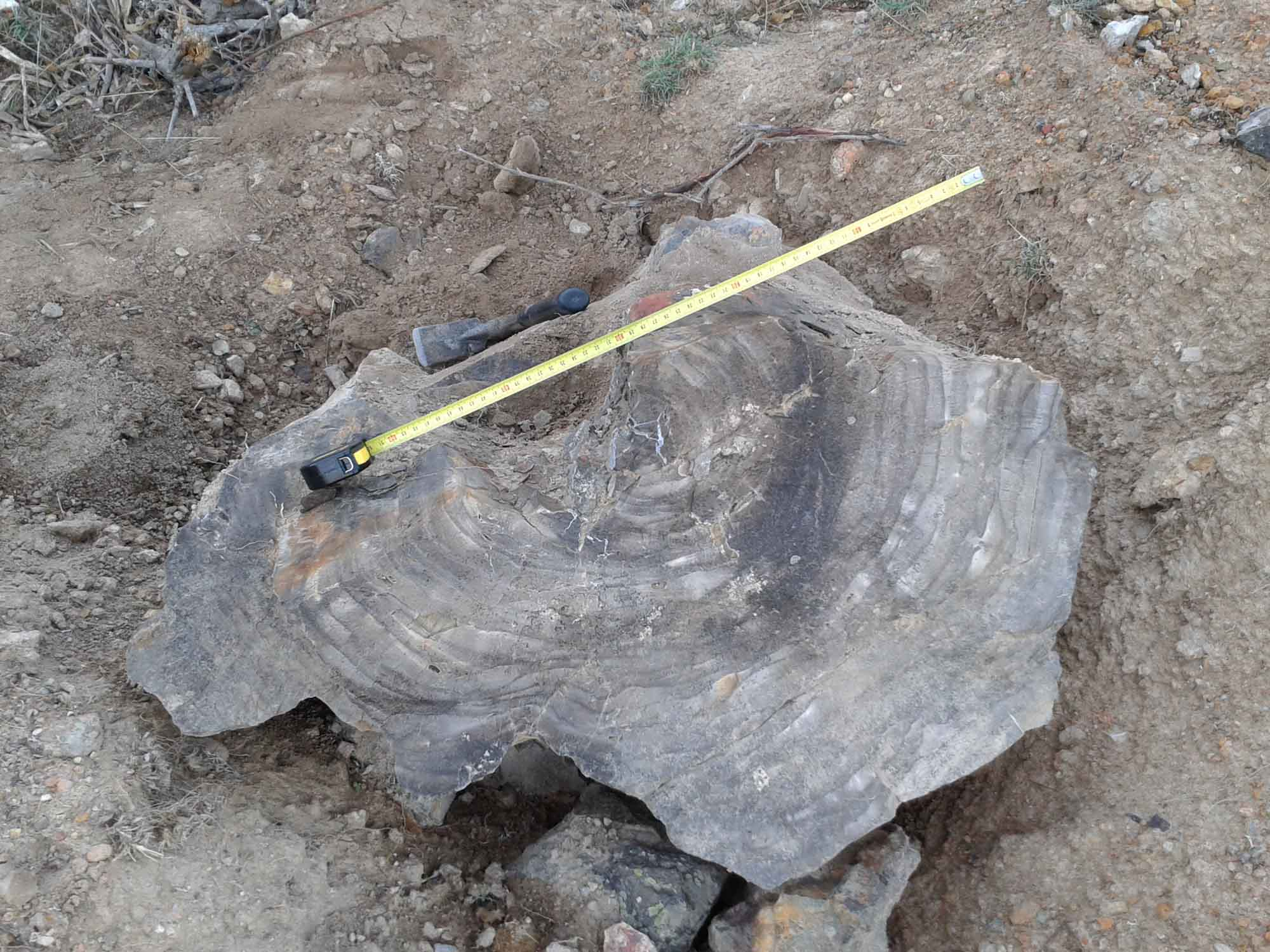
Tronco de árbol petrificado que salió a la superficie en el momento de la reforestación del pinar

También están representadas numerosas formaciones geológicas con restos fósiles del Pérmico y el Triásico de Europa occidental, importantes por su contenido en macroflora, asociaciones palinológicas, ichnofauna de vertebrados y facies marinas con fauna del Triásico Medio bien conservadas. Además se ha podido establecer la única escala magnoestratigráfica continua para el Pérmico y Triásico de la península ibérica. Así como unidades detríticas del Triásico inferior y de parte del Triásico Medio, resultado de un gran sistema fluvial de baja sinuosidad y carga de fondo de gravas o de arenas de esta edad.
El camino de Rillo de Gallo a Pardos, junto al barranco de la Hoz del río Gallo (Corduente), está propuesto como «Global Geosite» (Lugar de interés geológico español de relevancia internacional) por el Instituto Geológico y Minero de España por su interés estratigráfico, con la denominación «MZ003: El Pérmico y el Triásico del Señorío de Molina» dentro del grupo de contextos geológicos «El rifting de Pangea y las sucesiones mesozoicas de las cordilleras Bética e Ibérica».

## Historia
Antiguos historiadores dicen que la capital, Molina, fue fundada por los romanos, y construida junto al cercano pueblo de Rillo de Gallo, recibiendo el nombre de Manlia con el que aparece en antiguas crónicas latinas. La verdad es que la ciudad de Manlia era cabeza de un amplio territorio celtíbero, siéndolo desde siglos antes de la confederación de Numancia. También la famosa ciudad de Ercávica se ha querido situar en el territorio molinés, e identificarla con su capital, e incluso la celtíbera y luego romanizada Lacóbriga se ha dicho que estuvo donde hoy Labros, por las razones dadas por los cronistas del Siglo de Oro son, a todas luces, endebles y no fundamentales. 
Molina la Vieja es uno de los despoblados del municipio de Rillo de Gallo, del que todavía quedan restos distribuidos por el paraje que lleva su nombre. Se pueden observar vestigios de muros y peñas alrededor de este rincón del pueblo. Está situada a un kilómetro al nordeste del casco urbano y unos 5 km al noroeste de la actual Molina de Aragón. El paso del Cid (1048-1099) por Molina siempre tuvo que ser por Molina la Vieja, poblada por los moros de Abengalbón, porque la fundación de la actual Molina se lleva a cabo por los reyes cristianos con posterioridad (Fuero de Molina se publica en 1154). El licenciado Francisco Núñez (1609) dice que allí se ven los fundamentos de muchos edificios y las ruinas de su castillo, el cual estaba bien enriscado y fundado sobre una peña cortada. Dicen que los moros que la poseían dejaron allí muchos tesoros cuando les fue forzoso abandonarlo, también se dice, entre los moros, que hay libros donde se indica cómo y dónde encontrar estos tesoros. La mención reiterada de Molina en el Cantar de mío Cid –hasta en diez ocasiones– es lo suficientemente significativa como para no considerarlo solo un recurso poético ideado por el autor del poema.
Hacia mediados del siglo XIX, el lugar tenía contabilizada una población de 136 habitantes. La localidad aparece descrita en el decimotercer volumen del Diccionario geográfico-estadístico-histórico de España y sus posesiones de Ultramar de Pascual Madoz de la siguiente manera:

RILLO: l. con ayunt. en la prov. de Guadalajara (22 leg.), part. jud. de Molina (1/2), aud. terr. de Madrid (32), c. g. de Castilla la Nueva, dióc. de Sigüenza (11). sit. en llano, con buena ventilacion y saludable clima, aunque su temperatura es fria: tiene 36 casas; la consistorial; escuela de instruccion primaria; una igl. parr. servida por un cura, cuya plaza es de provision real u ordinaria, segun los meses en que ocurra la vacante: confina el térm. con los de Herreria, Cillas, Molina y Cañizares; dentro de el se encuentran varios manantiales de buenas aguas, y una ermita (Ntra. Sra. de la Carrasca); el terreno bañado por un arroyo que va á desaguar al r. Gallo, es de buena calidad, comprende un monte poblado de encina, roble y alguna mata baja. caminos: los que dirigen á los pueblos limítrofes y á la cab. del part. en la que se recibe y despacha el correo. prod.: trigo, centeno, cebada, avena, legumbres, alguna hortaliza, leñas de combustible y carboneo y buenos pastos, con los que se mantiene ganado lanar, cabrio, vacuno, mular y asnal; hay caza de perdices, conejos y liebres. ind.: la agrícola, y la arrieria á la que se dedican algunos vec. pobl.: 30 vec, 136 alm. cap. prod.: 1.005,200 rs. imp.: 40,210. contr.: 3,008.
(Madoz, 1849, p. 475)

Hasta la reforma de la nomenclatura municipal de 1916 el municipio se llamaba simplemente Rillo. En dicha fecha su nombre fue modificado por el de Rillo de Gallo.

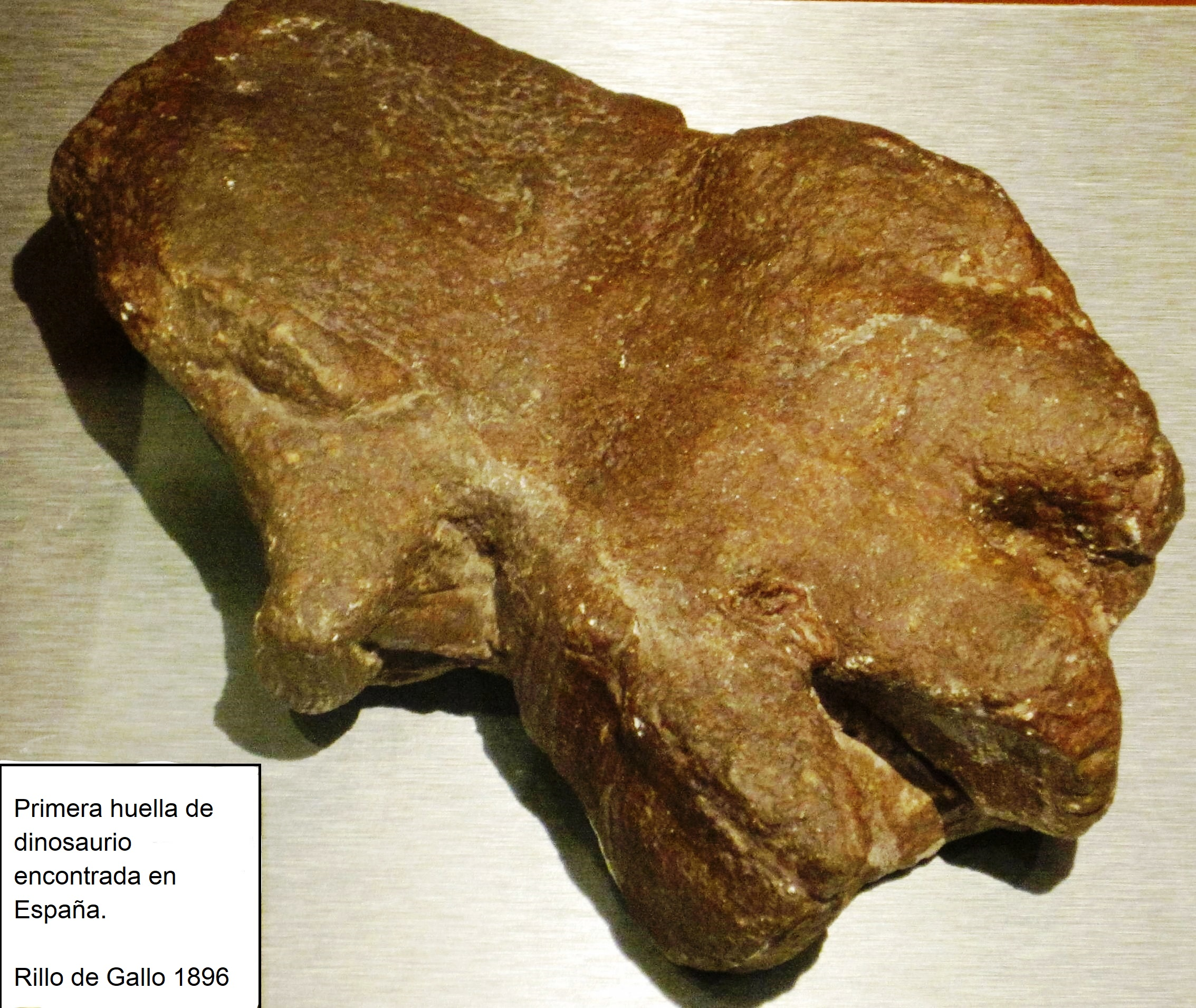
Primera huella de dinosaurio encontrada en España, en Rillo de Gallo 1896. Colección de Paleontología de Vertebrados y de Prehistoria, MNCN

Rillo de Gallo fue el primer lugar de España en que se encuentra una huella de dinosaurio. El hallazgo tuvo lugar en 1896 cuando un vecino del lugar encontró "la pata de piedra de un bicho", que los estudiosos de la época describieron como "una pata petrificada de un animal corpulento" y que identificaron con la de un Chirotherium. El ejemplar se encuentra en la Colección de Paleontología de Vertebrados y de Prehistoria del Museo Nacional de Ciencias Naturales. Una muestra de las evidencias de la existencia de reptiles en el registro fósil son sus huellas del Triásico, que se encuentran en el Museo Geominero en Madrid.

## Demografía
Rillo de Gallo cuenta con una población de 41 habitantes (INE 2024).
| Gráfica de evolución demográfica de Rillo de Gallo entre 1842 y 2021                                                |
| |
| Población de derecho según los censos de población del INE Población de hecho según los censos de población del INE |

| 292                                         | 304 | 310 | 307 | 304 | 313 | 324 | 257 | 122 | 76 | 57 | 61 | 42 |
| (Fuente: Instituto Nacional de Estadística) |     |     |     |     |     |     |     |     |    |    |    |    |

## Patrimonio

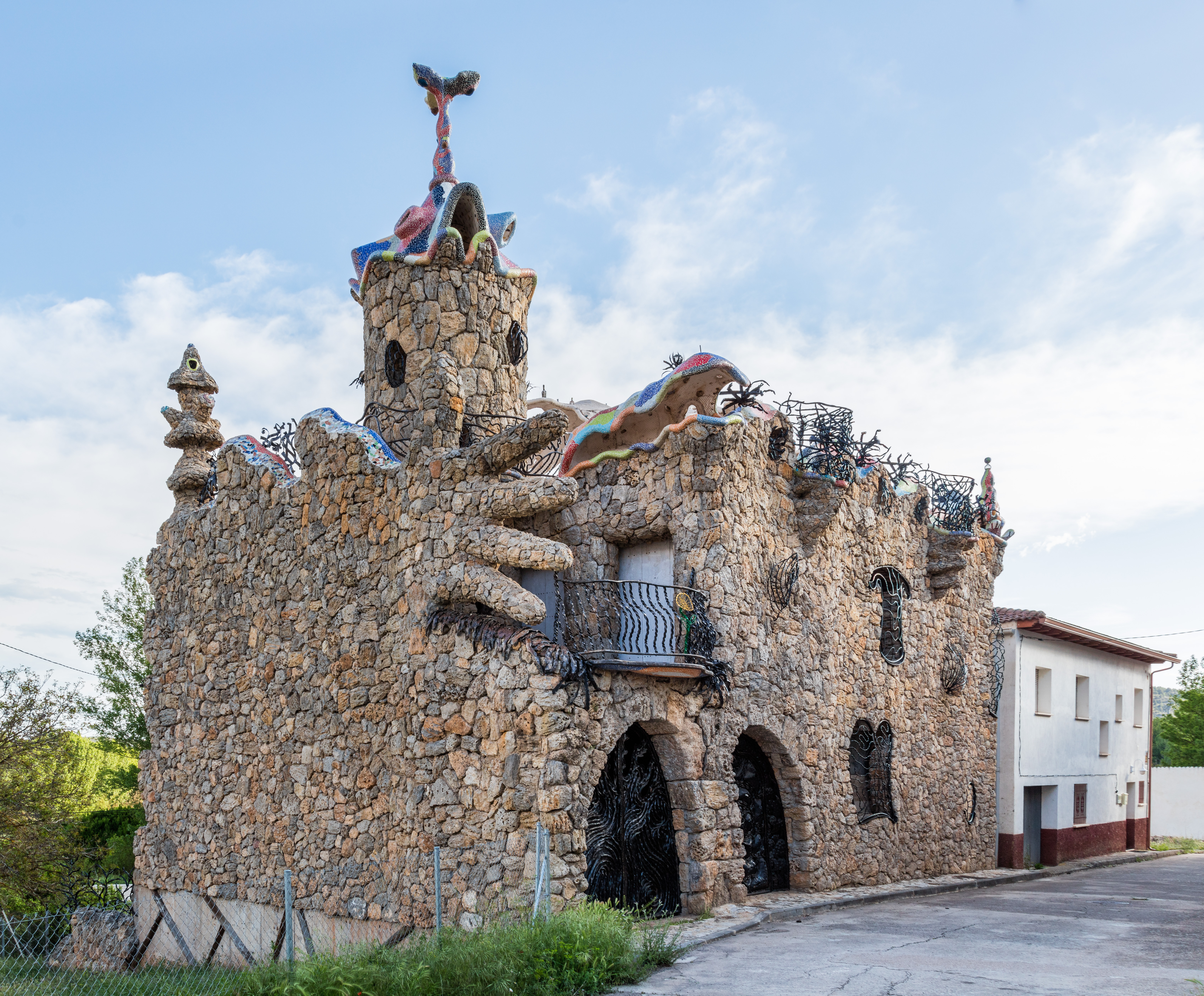
El Capricho rillano

- La iglesia parroquial es un pequeño edificio con espadaña a poniente y sencilla puerta semicircular al sur, que recuerda sus orígenes medievales.
- La casona de los marqueses de Embid, de severas líneas tradicionales, con magnífico escudo barroco sobre la puerta; y en el centro de la plaza la fuente dedicada como monumento a Calixto Rodríguez.
- La ermita de la Virgen de la Carrasca se encuentra a seis kilómetros al norte del casco urbano del pueblo. Se llega por el camino de Pardos (Borbullón, Fuente del Cura, Vivero). Pasado el Vivero a mano derecha, una vez recorrido un kilómetro, subes a una pequeña colina y verás los restos de la ermita. El Comité Científico de Hispania Nostra ha incluido la ermita de la Virgen de la Carrasca en la Lista Roja del Patrimonio el 28 de abril de 2021.[9]

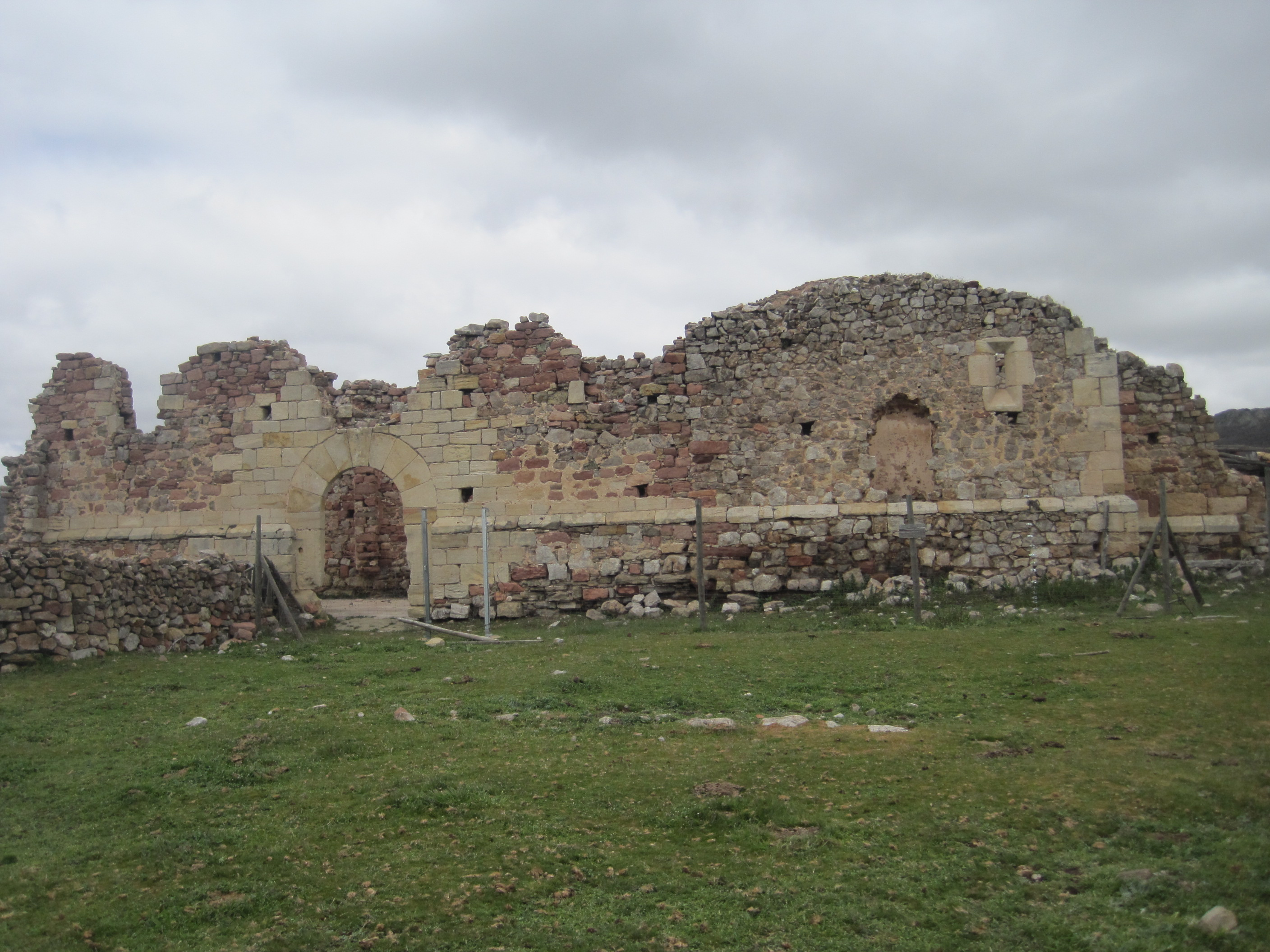
Ermita de la Virgen de la Carrasca

- El Capricho rillano construida por Juan Antonio Martínez al borde de la carretera N-211 km 54, se trata de un edificio modernista que sigue un modelo gaudiano. La casa, construida en piedra, incluye elementos en forja y trencadís reminiscentes de la obra del maestro catalán. Quizá su elemento más prominente sea la serpiente que cae desde la azotea a lo largo de toda la altura del inmueble, en alusión a la leyenda recogida en el siglo XVII por Francisco Núñez, y que recoge la existencia de una gigantesca culebra en la cercana dehesa de Villacabras, tan alta como un hombre, que habría sido avistada varias veces.
- El Abrigo del Llano (Rillo I y Rillo II) son dos restos de pinturas rupestres declaradas Patrimonio de la Humanidad por la UNESCO en 1998 dentro del arte rupestre del arco mediterráneo de la península ibérica (los dos únicos de la provincia de Guadalajara) y Bien de Interés Cultural desde el 17 de febrero de 1997.

## Cultura
Históricamente las fiestas no se celebraban en el mes de agosto. La Fiesta, porque no eran fiestas, era el día 8 de septiembre (Natividad de la Virgen María), el día 9 la Fiestecilla y el día 10 la Abuela.
La gastronomía más destacada del municipio se compone por los embutidos, entre los cuales destacan las morcillas y el chorizo.